# クロスッポン
クロスッポン（黒鼈、Nilssonia nigricans）は、爬虫綱カメ目スッポン科ミヤビスッポン属に分類されるカメ。

## 生息地域
バングラデシュ

## 形態
最大甲長91センチメートル。背甲は上から見ると卵型。全身の色彩は暗褐色や暗灰色。種小名nigricansは「黒い」の意で、和名や英名と同義。腹甲の皮膚の肥厚部（硬板）のうち胸腹硬板と後硬板だけでなく、その前方にある内硬板も発達する。
幼体は背甲が上から見ると円形。背甲の色彩は灰褐色や濃オリーブ色で、黄色や薄橙色の眼状斑や、黄色や緑色の不規則な斑紋が入る。腹甲の色彩は濃灰色。成長に伴い全身に暗色斑が入ることで、暗色化する。

## 分類
以前はインドスッポン属Aspideretesに分類されていたが、複数の分子系統解析からインドスッポン属と1属1種のミヤビスッポン属Nilssoniaは全体として単系統群で遺伝的差異も小さいとして、インドスッポン属はより記載の早いミヤビスッポン属のシノニムとする説が有力とされる。ミヤビスッポン属内ではクジャクスッポンに最も近縁とされる。
チッタゴン近郊にあるイスラム教の神秘主義の哲学者（聖者ともされる）バーヤズィード・バスターミーBayazid Bastamiの霊廟にある人工池（以下では省略して人工池とする）のみに生息し、野生下では既に絶滅していると考えられていた。2012年にDNAの解析からクジャクスッポンのバングラデシュ個体群（大型個体では暗色化する個体もいるとされていた）とされていたものの中に、本種の野生個体が含まれていることが判明した。ブラマプトラ川水系を中心に調査が進められ、チッタゴン近郊から離れたバングラデシュ国内やアッサム地方でも本種と思われる個体群の報告例がある。

## 生態
野生個体が再発見されたことから情報が更新される可能性はあるが、以下は人工池の知見に基づく。
人工池では管理者や巡礼者が与える魚類や肉・パンなどを食べている。
繁殖様式は卵生。2 - 5月に1回に6 - 38個の卵を産む。卵は96 - 104日で孵化する。

## 人間との関係
人工池では厳重に保護されている。分布が極めて限定されていることから、感染症などによる絶滅が懸念されている。1975年のワシントン条約発効時からワシントン条約附属書Iに掲載されている。1990年における個体数は約300頭とされる。
スルタン・バヤジット・ボスタミ廟のみに生息する理由は、800年前にバヤジット・ボスタミの弟子が彼から離れないため、スッポンに変化したという伝説がある